# Pan y Toros (zarzuela en 3 actos)
Véase Pan y toros (zarzuela)
Pan y toros es una zarzuela en tres actos (posteriormente  denominada zarzuela grande), compuesta por Francisco Asenjo Barbieri con libreto de José Picón. Fue estrenada en el Teatro de la Zarzuela de Madrid en 1864 y es considerada una de las obras más exitosas del repertorio zarzuelístico.

## Compositor
Francisco Asenjo Barbieri (Madrid 1823 – 1894), fue político, compositor, director, musicólogo, empresario, poeta, escritor, filólogo, bibliófilo y organólogo, lo que en música se denominó factor hombre. Esta expresión hace referencia a la figura del músico en sí y era lo que en Europa se vio con Wagner y su defensa de que un músico tenía que ser compositor, libretista, intelectual, escenógrafo, etc. El compositor romántico español por tanto, tenía que ser pluridisciplinar, tener una preparación intelectual, comprensión de Europa, conocimiento de la historia musical española y un fuerte espíritu luchador y renovador, y ese fue el caso de Francisco Barbieri. Fue alumno de grandes figuras de la música española como Pedro Albéniz, Ramón Carnicer, Baltasar Saldoni o José Broca. Se dedicó fundamentalmente a componer Zarzuelas, su primer gran éxito lo obtuvo con su obra Gloria y Peluca y a partir de ahí su carrera como compositor despegaría hasta consagrarse como un maestro del género. Jugar con fuego, Pan y toros y El barberillo de Lavapiés constituyen la cumbre del género de zarzuela grande. Su música mantenía ese influjo italiano mezclado con el folklore español y el mundo de la canción.
En 1859 hubo un intento serio de actividad sinfónica estable en Madrid con una serie de conciertos dirigidos por Barbieri, donde se comenzó a introducir en España obras de Mozart, Beethoven, etc. Será así como Barbieri funde la Sociedad de conciertos para dar a conocer en España las obras de los principales sinfonistas europeos nunca antes interpretadas. Entre sus aportaciones destaca sin duda su apoyo para la construcción del Teatro de la zarzuela, proyecto que vio la luz en 1856, y el manuscrito que en 1890 editó sobre un códice que contenía partituras del cancionero de la Capilla Real bajo el nombre de “Cancionero musical de Palacio de los siglos XV y XVI” (1890) también conocido como Cancionero Barbieri. A día de hoy se considera una obra clave para el estudio musical medievalista y fundamental dentro del patrimonio musical español.
Francisco Barbieri falleció en Madrid en 1894 y en el homenaje que le dedicaba Felipe Pedrell a su muerte señalaba: «pocos hombres habrá en España tan populares, pocos en Madrid tan queridos por el público... Era una gloria nacional, uno de los grandes nombres que nos han honrado. Vivió aprovechando su existencia en beneficio de la humanidad»
[1] Salcedo Ruiz, Ángel. Francisco Asenjo Barbieri: su vida y sus obras. Biblioteca músicos españoles, 1930.

## Contexto sociopolítico y musical
Los acontecimientos históricos que se desarrollan durante el siglo XIX están estrechamente vinculados al desarrollo de las artes en general y de la música. La época en la que se estrenó Pan y toros coincide con el reinado de Isabel II (1843-1868), un periodo de estabilidad política y económica que permitió el desarrollo de infraestructuras, de iniciativas musicales como la creación de escuelas de canto (destaca la Escuela de Canto de Granada, que se convirtió en un referente europeo) y el aumento de la actividad lírica. Además se crearon sociedades culturales y musicales vinculadas a la música de cámara especialmente. En Europa, España estaba muy de moda por ser un territorio exótico y enigmático y estará presente en los escritos de los literatos más reconocidos del siglo XIX como Friedrich Schlegel, Byron o Víctor Hugo y en las obras de grandes compositores como Mijaíl Glinka (Una noche en Madrid), Liszt (Rapsodia española) o Bizet (Carmen).
También se producirán cambios en la situación del oficio del compositor y en su origen. Ya no provendrán solo de la clase popular sino que habrá una clase media y una burguesía interesada en ser músicos lo que hará que el oficio de músico se integre en la sociedad. Por otro lado, ese músico ya no contará con el patronazgo de la iglesia debido a la desamortización que llevó a cabo Mendizábal de expropiar los bienes a la iglesia. En el siglo XIX la figura del mecenas entra en crisis y la iglesia deja de ser el principal vehículo de patronazgo artístico como consecuencia del empobrecimiento derivado de la desamortización, lo que obligará a los músicos a ganarse la vida dando clase, organizando conciertos o vendiendo sus obras a editores.
En cuanto al contexto en el que se enmarca Pan y toros es bien distinto del que se vivía  y debemos retrotraernos hasta la España de Carlos IV. Tanto el imaginario de Goya como la España de Carlos IV sirvieron de inspiración para muchos autores del XIX que buscaban una revisión de las temáticas castizas. Pan y toros fue de las primeras zarzuelas en introducir estos elementos castizos y en centrar su argumento en el costumbrismo madrileño así como en el imaginario goyesco. Sin embargo Barbieri no piensa en una España idealizada sino en los enfrentamientos entre los ilustrados y las reformistas con Goya a la cabeza. Fue consecuencia de esa situación política lo que provocó la salida de intelectuales y artistas defensores de la ilustración como por ejemplo el compositor Fernando Sor.
Al igual que diez años después hará con El barberillo del Lavapiés, Barbieri prefiere reivindicar cuestiones políticas ambientándolas en otras épocas pasadas para evitar la censura y su posible relación con temas políticos actuales. 
[1]Juberías Gracia, Guillermo. «Una visión decimonónica de la España de Carlos IV: Diseños para la zarzuela pan y toros (1864) en las colecciones Municipales de Madrid», Universidad de Zaragoza, 2019, pp. 287-310.

## Proceso de creación
El borrador original de Pan y toros se encuentra custodiado en la Biblioteca Histórica Municipal de Madrid, así como el manuscrito autógrafo de José Picón libretista de la obra.
José Picón era arquitecto pero decidió abandonar la arquitectura para centrarse en el mundo de la dramaturgia hasta que empezó a interesarse por los libretos de zarzuela y terminó dedicándole a ello todo su tiempo.
En 1864 termina José Picón el libreto ambientado en la España de Carlos IV en el que se mezclan las características cómicas con el entresijo político y un final finalmente resuelto gracias a la ayuda del pueblo madrileño. A José Picón de poco le sirvió retrotraerse hasta la España de finales del XVIII y mostrar a los personajes de Jovellanos y Goya para evitar la censura pues en 1867 fue prohibida su representación. Este hecho lo  envolvió en una larga polémica institucional acusado de presuntas ideas antimonárquicas que interfirieron seriamente en el éxito de la obra. A pesar de ello Pan y toros volvió a los escenarios gozando de un éxito sin precedentes que llevaron a Francisco Barbieri a lo más alto.
Con el objetivo de alcanzar la máxima calidad en la puesta en escena contaban con reputados artistas que diseñaban la escenografía y los figurines. Para el diseño de estos últimos, el dibujante se basó como era común en la época en estampas de la época, a continuación se muestran algunos ejemplos.
Además en el libreto de José Picón se ha conservado un dibujo del diseño que se correspondería con la escenografía del segundo acto. Era habitual ambientar la escenografía en calles y escenarios madrileños. 
[1] Temes, José Luís. El Siglo de la Zarzuela: 1850-1950, Siruela Ediciones, 2014. 

## Argumento
El argumento se centra en la conspiración liberal llevada a cabo para que Carlos IV dejara de ser influido por el primer ministro Manuel Godoy.
En la zarzuela grande habrá un predominio del texto cantado sobre el hablado y el I y II acto serán los más extensos siendo el III el más breve y el menos complejo. En el II acto será donde se concentre la mayor carga dramática y por eso suele aparecer un dúo, en el III será habitual una romanza en la voz del tenor. 

### ACTO I
La acción discurre a orillas del Manzanares mientras unos ciegos comentan las últimas novedades. El pueblo canta y baila mientras un ciego toca la viola. Finalmente se descubre que realmente no es ciego sino un espía del corregidor que viene a informar de los movimientos que ha habido en la casa del pintor. Aparecen en escena nuevos personajes doña Pepita Tudó la cual informa de las últimas noticias políticas referentes con Godoy, la paz en Francia y la historia de un soldado que se traga unos documentos comprometidos para evitar la pena de muerte. Entra un nuevo personaje en escena, el corregidor, para hablar de la derrota de las tropas española a mano de los franceses. El pueblo se revoluciona y para aplacarlos el corregidor informa de una corrida de toros en la que participará uno de los tres  los toreros de mayor renombre; Pepe-Hillo, Pedro Romero, o Costillares. Al mismo tiempo la duquesa le cuenta a Doña Pepita como la princesa de Luzán ha abandonado el convento donde se encontraba recluida y donde por circunstancias cura al capitán Peñaranda. Se inicia una votación para elegir al torero y tras salir elegido Pedro Romero la multitud se dispersa. Aparece entonces el capitán Peñaranda quejándose de la impasividad de la gente ante la derrota de las tropas españolas. Doña Pepita se hará pasar entonces por la persona que lo curó para intentar arrebatarle unos documentos secretos dirigidos al rey, sin embargo no lo consigue. Aprovecha que el capitán ha entrado a la casa de Goya para alertar a su camarilla de la necesidad de coger esos documentos y el general decide arrestar a Peñaranda, sin embargo aparece la princesa de Luzán y lo salva. Al mismo tiempo aparece una multitud que se encamina a palacio para exigir al rey que libere al soldado, será entonces cuando la princesa se una a la causa y se ofrezca como intermediaria entre el rey y se lleva consigo los documento que le ha confiado Peñaranda. 

### ACTO II
El corregidor es informado por Doña Pepita de que la princesa de Luzán ha conseguido el indulto para el soldado y le ha entregado los documentos con la información de la verdadera situación de la guerra. El corregidor la tranquiliza haciéndole ver que ha podido convencer al rey de la falsedad de los documentos y que se firmará la paz con Francia de manera que ellos seguirán manteniendo sus privilegios.
La princesa comienza a mostrar su desacuerdo por la influencia que Godoy ejerce sobre el rey y deciden acudir a Jovellanos. En este acto se concentrará la mayor carga dramática, el torero resultará herido, la princesa y Jovellanos serán acusados de querer poner fin a la fiesta de la tauromaquia, intentarán matar al capitán…

### ACTO III
En el último acto se resolverán los conflictos acontecidos en el acto anterior. La princesa anuncia que va a meterse a monja y doña Pepita le informa de que se ha firmado la paz con Francia y de que Godoy ha sido nombrado príncipe de la Paz, además le muestran un capote manchado con la sangre del capitán. Minutos después aparece el capitán cantando y la princesa se une a él para enfrentarse a la camarilla que los amenaza con denunciarlos a la inquisición. Finalmente aparece Goya con un ejemplar de La Gaceta en la que aparece Jovellanos nombrado como ministro. Los patriotas celebran la noticia con un deseo ferviente de poder hacerle frente a la amenaza francesa

## Reparto de personajes
En la obra además de aparecer el propio Goya, aparecerán también personajes conocidos y coetáneos a su época como por ejemplo Jovellanos (jurista y político ilustrado español), Godoy (primer ministro de Carlos IV), su amante Pepita Tudó, y personajes ficticios como la princesa de Luzán, la Tirana o la Duquesa.
Desde el punto de vista musical Barbieri utilizó diferentes estilos musicales para representar cada clase social. Para identificar a la clase popular por ejemplo empleó canciones populares y la seguidilla, para la camarilla contradanzas y para los pasajes más históricos y solemnes se sirvió de un estilo con carácter operístico. También es curioso el uso de la melodía de La Marsellesa. Emilio Casares señaló cómo los interludios orquestales intervienen en la acción, ya sea al comienzo de cada cuadro a modo de introducción o sosteniendo las partes habladas.
| PERSONAJE                 | REGISTRO VOCAL | INTÉRPRETE         |
| ------------------------- | -------------- | ------------------ |
| Doña Pepita               | Soprano        | Teresa Istúriz     |
| La Princesa de Luzán      | Mezzosoprano   | Manuela Checa      |
| La Tirana                 | Soprano        | Dolores Fernández  |
| La Duquesa                | Soprano        | María Bardán       |
| La ciega                  | Soprano        | Carolina Luján     |
| El capitán Peñaranda      | Barítono       | Modesto Landa      |
| Goya                      | Barítono       | Ramón Cubero       |
| El abate Ciruela          | Tenor          | Vicente Caltañazor |
| El corregidor Quiñones    | Barítono       | Francisco Arderíus |
| Jovellanos                | Bajo           | Francisco Calvet   |
| Pepe-Hillo                | Bajo           | Francisco Salas    |
| Pedro Romero              | Tenor          | José Rochel        |
| José Costillares          | Tenor          | Fernando Prieto    |
| Santero                   | Tenor          | Julián Cubero      |
| Hermano del pecado mortal | Bajo           | José García        |

[1] Ibidem 3

## Orquestación
- flautín

- flauta
- 2 oboes
- 2 clarinetes
- 2 fagotes
- 2 cornetines
- 2 trompas
- 3 trombones
- arpa
- timbales
- cuerda

- Rondalla: 8 guitarras y 8 bandurrias.

Algunos compositores como Barbieri añadían otras agrupaciones como Rondallas o Bandas por circunstancias dramáticas. 

## Estreno y difusión
Desde su estreno el 22 de diciembre de 1864, gozó de un gran éxito que se repitió en las representaciones venideras. Sin embargo en 1867 fue prohibida con el pretexto de que se apreciaba en su argumento ciertos elementos subversivos que podían dar lugar a una revuelta. No volverá a los escenarios hasta el final del reinado Isabelino.

## A modo de curiosidad
Pan y toros fue una expresión que se popularizó a finales del XVIII y que tiene su origen en la expresión romana «Panem et circenses» Pan y circo que resumía una forma de hacer política. En España se le atribuyó a Jovellanos por un panfleto que en realidad pertenecía al crítico y liberal León de Arroyal y que tituló Pan y toros. Pero sin duda fue Francisco Barbieri el que con su zarzuela le dio difusión a esta expresión. 